# Shangjiang Xiang (socken i Kina)
Shangjiang Xiang (kinesiska: 上江, 上江乡) är en socken i Kina. Den ligger i provinsen Yunnan, i den sydvästra delen av landet, omkring 390 kilometer väster om provinshuvudstaden Kunming.
Genomsnittlig årsnederbörd är 1 291 millimeter. Den regnigaste månaden är juli, med i genomsnitt 334 mm nederbörd, och den torraste är januari, med 9 mm nederbörd.